# Delirium Veil
Delirium Veil es el primer álbum de estudio de la banda de heavy metal Twilightning lanzado en el 2003. Supuso un gran debut y recibieron muy buenas críticas.
La versión japonesa del álbum incluye también las canciones Affection Seeker y The Escapist.
1. Gone To The Wall (4:50), Wallenius
2. At The Forge (5:57), Sartanen
3. Jester Realm (6:57), Wallenius, Sartanen
4. Delirium Veil (4:16), Sartanen
5. Return To Innocence (6:06), Wallenius, Sartanen
6. Under Somber Skies (5:59), Wallenius, Pöyhiä
7. Seventh Dawn (4:25), Wallenius
8. Enslaved To The Mind (4:48), Wallenius
9. Masked Ball Dalliance (5:04), Sartanen

## Músicos
- Heikki Pöyhiä - cantante
- Tommi Sartanen - guitarra
- Jussi Kainulainen - bajo
- Juha Leskinen - batería
- Ville Wallenius - guitarra
- Mikko Naukkarinen - teclista

## Equipo de producción
- Productor: Anssi Kippo
- Mezclador: Timo Tolkki

- Datos: Q4357691